# Naldo交通体系
内卡-阿尔伯-多瑙公共交通系统有限责任公司，简称Naldo，是一个Reutlingen, Tübingen, Sigmaringen以及Zollernalb各区与44家该地区的交通公司之间的联合，共同提供公共个人交通。